# 朱鵲橋
朱鵲橋（1922年4月8日—2015年7月7日），香港命理學家，祖籍廣東新會，原名朱志節，字克度。「朱鵲橋」是他晚年做相命工作時起的名號。

## 簡介
朱鵲橋少年時由父親指導命理，涉獵卜易相命，具玄學根基，惟60歲前始終不信。其後經人事迭變，遂激發鑽研命理苦心，並以現代哲學唯物辯證法輔之，並著有《鵲橋命理》系列命理書籍。

## 背景
朱鵲橋出生那一年，父親帶着家眷從廣州遷居澳門，當時他的家族擁有朱廣蘭、朱昌記等龐大企業，從事熟煙和食油為主的生意。朱鵲橋童年生活在富豪之家，但到他踏入大學校門時家運漸漸退敗。當時中國正處於抗日戰爭時期，澳門雖然避過戰火，但朱家的富豪生活郤避不過敗落的命運。
抗戰勝利，朱鵲橋從廣州中山大學法學院經濟系畢業。其後朱鵲橋在勞工子弟中學教書，教了31年。1981年，從慈雲山摩托勞校退休。1983年，開辦了第一個相命班。1992年，在工聯會主辦的業餘進修中心擔任子平八字初班的導師，從那時開始每次開新班都定必爆滿。